# 자다브
자다브는 마하라슈트라주, 고아주, 카르나타카주, 텔랑가나주에 거주하는 콜리, 마라타, 반자라 등 여러 카스트에서 발견되는 씨족이자 인도의 성씨이다.

## 출신 인물
- 우샤 자다브: 인도의 배우
- 나렌드라 자다브: 인도의 경제학자, 사회학자, 작가, 교육자
- 바스카르 자다브: 인도의 정치인
- 케다르 자다브(Kedar Jadhav, 1985년생): 인도 크리켓 선수
- 쿨브후샨 자다브(Kulbhushan Jadhav, 1970년 출생): 인도의 전직 해군 장교이자 사업가
- 라쿠지 자다브(Lakhuji Jadhav): 16세기 신드케드 라자(Sindkhed Raja)의 저명한 대주교
- 남데오 자다브(Namdeo Jadhav)(1921년 출생): 인도 빅토리아 십자가 수훈자
- 라비 자드하브(Ravi Jadhav): 인도 영화 제작자이자 영화 감독
- 산자이 자다브(Sanjay Jadhav): 인도 영화 제작자이자 영화 감독
- 산자이 하리바우 자다브(Sanjay Haribhau Jadhav, 1967년생): 인도의 정치인
- 야미니 자다브: 인도의 정치인